# 30 дней ночи
«30 дней ночи» (англ. 30 Days Of Night) — американский фильм ужасов, основанный на одноимённой серии комиксов издательства IDW Publishing. Режиссёром фильма выступил Дэвид Слейд, а главные роли исполнили Джош Хартнетт, Мелисса Джордж и Дэнни Хьюстон. Действие происходит в небольшом городке на Аляске, на который с началом 30-дневной полярной ночи нападает банда кровожадных вампиров.
Релиз фильма бюджетом в $30 миллионов состоялся 19 октября 2007 года в США и 1 ноября в Великобритании. За шесть недель проката триллер собрал $75 миллионов. 5 октября 2010 года сразу на видео вышел сиквел фильма — «30 дней ночи: Тёмные времена», а релиз мини-сериала приквела под названием «30 дней ночи: Кровавые следы» состоялся в 2007 году на сайте FEARnet.com.

## Сюжет
В небольшом городке Барроу, находящемся на самом севере Аляски, люди готовятся к «полярной ночи» — зимнему периоду, когда солнце не восходит в течение месяца.
Однажды в Барроу прибывает незнакомец. В целях огородить жителей городка от внешнего мира он сжигает телефоны, убивает собак и ломает транспортные средства. Шериф Эбен Олесон со своим напарником Билли Китка расследуют происшествие, в то время как его возлюбленная Стелла собирается уехать из города, но она не успевает попасть на рейс. Вскоре Эбен находит и арестовывает незнакомца в закусочной Люси, не без помощи Стеллы, которая вернулась в город. Однако жители городка начинают погибать одним за другим. В полицейском участке Эбен допрашивает незнакомца, но тот лишь отвечает, что прибыл в город не один.
В этот момент в городе вырубается электричество. Эбен направляется к Газу, который отвечает за энергосистему города, однако обнаруживает, что Газ мертв, и оповещает жителей города: находиться в домах и держать оружие наготове. Вернувшись в участок, Эбен стреляет в руку незнакомца, когда тот пытается сбежать из тюрьмы, взяв в заложники его брата — Джейка. Он приковывает незнакомца к решётке, спрашивая, кого он привёл в город, но тот лишь угрожает, что они все скоро умрут. Эбен вместе со Стеллой отправляется на поиски дружков незнакомца, оставив его под присмотром брата и бабушки. В пути на них кто-то нападает, но им удаётся оторваться. Затем, услышав по рации крики бабушки Хелен, они возвращаются в участок, где остаётся лишь незнакомец. Однако он впадает в отчаяние, поняв, что те, кому он служил, использовали его, и просит Эбена убить его, но тот не делает этого. Вскоре выясняется, что незнакомец все это время исполнял поручение вампиров, которые жестоко нападают на город без намерений обращать жителей в себе подобных. Тем временем Эбен и Стелла добираются до закусочной Люси, где прятались ещё выжившие, среди которых оказывается брат Эбена. Герои скрытно перебираются на чердак дома Чарли Келса, где прячутся несколько дней. После кровавого нападения предводитель вампиров навещает незнакомца в участке шерифа и убивает его. На 7-й день группа обнаруживают выжившую, но замечают, что вампиры используют её в качестве приманки, чтобы выманить ещё уцелевших. Несмотря на это, Эбен выбирается наружу, в этот момент вампиры убивают девушку, но шериф находит ещё одного выжившего — Джона Риса, который прятался под одним из домов. Однако Джон обращается в вампира и нападает на Эбена, так как до этого один из них его ранил. Шерифу не остается ничего другого, кроме как убить его. Эбен топором обезглавливает его, затем возвращается обратно, до того как тело Джона обнаружили вампиры. Некоторое время спустя из дома Келсо выбегает страдающий деменцией Айзек Балосан и его сын Уилсон бежит за ним, несмотря на попытки Стеллы их задержать. На улице Уилсона утаскивает один из вампиров.
Чуть позже в городе начинается пурга, и выжившие пользуются этим случаем, чтобы перебраться в другое безопасное место. Группа добираются до магазина, где натыкаются на девочку-вампира, которая нападает на Картера, однако её топором убивает Джейк. В 18-й день месяца выжившие намереваются направиться к участку шерифа. Эбен решает отвлечь вампиров с помощью ультрафиолета в доме Хелен, которая использовала его для того, чтобы выращивать растения. По пути к участку один из вампиров нападает на одного из выживших — Дага. Остальные добираются до участка, где Стелла видит лужу крови на том месте, где был прикован незнакомец. В это время вампиры добираются до Эбена, но тот использует ультрафиолет и направляет его на Айрис, подружку главы вампиров, который вскоре убивает её, чтобы она не мучилась от боли. Бью выбирается из укрытия, чтобы спасти Эбена. Он отвлекает вампиров, пока Эбен добирается до участка. Эбену удаётся спастись, но Бью убивает глава вампиров. В участке выжившие узнают, что Картер обратился в вампира: во время инцидента в магазине его ранила девочка-вампир. Картер просит избавить его от страданий, и Эбен убивает его.
На 27-й день месяца выжившие видят, что им сигналят светом из дома Билли. Эбен и Стелла добираются до дома друга, где видят его с телами жены и дочерей, которых он сам убил, чтобы их не убили вампиры, но себя убить не смог, так как заклинило ружьё. Эбен и Стелла приводят Билли в участок и обнаруживают, что Джейк, Дениз и Люси направились в утилизационный канал. По пути Стелла спасает выжившую девочку, которую вампиры использовали в качестве приманки. До канала добираются Эбен и Билли, за которым последовал один из вампиров. Монстр кусает Билли, в ходе ожесточённой схватки Билли отталкивает его в механическую дробилку, лишается руки и обращается в вампира. Эбен убивает его.
На последний день до рассвета вампиры сжигают город, чтобы никто не узнал о них правду. При этом Стелла вместе с ребёнком, спрятавшиеся под машиной на улице, оказываются в ловушке. Чтобы спасти их, Эбен обращает себя в вампира, вкалывая себе кровь Билли. Выйдя наружу, Эбен вступает в жестокую схватку с лидером вампиров и убивает его. Лишившись лидера, вампиры уходят. Эбен, не желая вести жизнь вампира, остаётся, глядя на единственных выживших города, кого он смог уберечь. «30 дней ночи» подошли к концу, и небо начинает светлеть. Эбен и Стелла встречают рассвет вместе на своем любимом месте, и на восходе солнца он умирает на руках любимой.

## В ролях
| Актёр               | Роль                             |
| ------------------- | -------------------------------- |
| Джош Хартнетт       | Эбен Олесон (Александр Гаврилин) |
| Мелисса Джордж      | Стелла Олесон (Татьяна Шитова)   |
| Дэнни Хьюстон       | Марлоу                           |
| Бен Фостер          | Незнакомец (Василий Дахненко)    |
| Марк Рендалл        | Джейк Олесон                     |
| Ману Беннетт        | Билли Китка                      |
| Крейг Холл          | Уилсон Балосан                   |
| Чик Литтлвуд        | Айзек Балосан                    |
| Марк Бун младший    | Бью Бровер                       |
| Эмбер Сейнсбури     | Дениз                            |
| Меган Фрэнич        | Айрис                            |
| Джоэл Тобек         | Даг Хертц (Пётр Иващенко)        |
| Джо Деккерс-Рейхана | Том Мелансон                     |
| Элизабет Хоторн     | Люси Айкос                       |
| Натаниэль Лис       | Картер Дейвис                    |
| Питер Фини          | Джон Рис                         |
| Мин Виндл           | Элли Рис                         |
| Джек Уолли          | Петер Туми                       |
| Элизабет Макрей     | Хелен Мансон                     |
| Дейна Портер        | Дженни Колетта                   |
| Эбби-Мей Уэйкфилд   | девочка-вампир                   |

## Производство

### Начальный этап
Изначально автор Стив Найлз хотел реализовать свою идею в виде комикса, но после попыток продать сюжет решил воплотить его в фильме. Когда это также не получилось, сюжет о вампирах был отложен — до тех пор, пока Найлз не встретился с издательством «IDW Publishing». В итоге «IDW» выпустили комикс, нарисованный Беном Тэмплсмитом. Когда же Найлз и его агент Джон Левин вновь решили вернуться к идее экранизации комикса, то обнаружили «на удивление огромный интерес к задумке», когда Сэм Рейми и компания «Senator International» приобрели права на съёмки фильма по мотивам комиксов и концептуального дизайна персонажей в исполнении Тэмплтона. По словам Рейми, «этот проект отличался от прочих ужастиков последних лет».
После публикации комиксов в 2002 году студии «DreamWorks», «MGM» и «Senator International» боролись на аукционе за право снимать фильм — ставки дошли до $1 миллиона. Изначально Рейми хотел снять фильм и вёл на этот счёт переговоры со своим производственным партнёром Робертом Тапертом о создании «Senator Entertainment», подразделении «Senator International». В июле 2002 года «Senator International» приобрели права на фильм и заключили семисторонний договор с Рейми и Тапертом в качестве продюсеров.

### Сценарий
К октябрю 2002 года Найлз уже вёл активную работу по переносу сюжета со страниц комиксов на большой экран, пытаясь оставаться верным духу комиксов, но рассказывая больше о своих персонажах. В феврале 2003 года «Columbia Pictures» стала партнёром «Senator International» по прокату картины, в то время как недавно созданная студия «Ghost House Pictures» занималась съёмками. Издатель «Dark Horse Comics», Майк Ричардсон, был привлечён к работе над фильмом в качестве исполнительного продюсера — именно он когда-то отказался публиковать комикс. В марте 2003 стало известно, что сценарий Найлза был забракован, а через год «Columbia Pictures» занялась переработкой его сценария. Сью Байндер, бизнес-менеджер «Ghost House Pictures» объявила, что съёмки вампирского триллера начнутся как минимум через год, так как в планах студии съёмки трёх других картин. В мае следующего года Стюарт Битти, один из сценаристов первой серии «Пиратов Карибского моря», переписал сценарий Найлза, который тот позже одобрил в октябре 2004 года.
В сентябре 2005 года было объявлено, что режиссёр Дэвид Слейд поставит картины, дистрибуцией которой в Северной Америке займётся компания «Columbia Pictures» и «Mandate Pictures» в мировом прокате. В марте 2006-го Слейд сообщил, что сценарист Брайан Нельсон, написавший сценарий предыдущей картины режиссёра, «Леденец», работает над сценарием «30 дней ночи», заменив Битти.

### Съёмки
В июне 2006 года Джош Хартнетт получил главную мужскую роль молодого шерифа городка Барроу, а Мелисса Джордж — роль его жены и коллеги. Дэнни Хьюстон исполнит роль предводителя стаи вампиров.
Съёмки были назначены на лето 2006 года и должны были проходить на Аляске и в Новой Зеландии, но были отложены. В интервью 2006 года исполнительный продюсер Майк Ричардсон сказал, что картина будет снята на 35-миллиметровую плёнку, хотя вариант с камерой «Genesis» также обсуждался. В интервью незадолго до съёмок Слейд сказал, что рисунки Бена Тэмплсмита будут использованы при работе над дизайном картины. Режиссёр также отметил, что сценарий Нельсона очень близок к духу графического романа, а он сам собирается снять «страшный фильм о вампирах», так как, по его мнению, таких картин не слишком много. «В остальных фильмах полно тупиковых решений, мы же попытаемся избежать подобных ситуаций и сделаем всё, что в наших силах. Один из главных способов — сделать фильм более натуралистичным, чем оригинальный роман, так как он слишком утрированный». Также создатели боялись, что вампиры будут не такими пугающими, если будут говорить на понятном человеку языке, и так был придуман новый вампирский язык — для этого к работе над фильмом был привлечён профессор-лингвист из ближайшего университета в Окланде. «Мы создали очень простой язык, непохожий ни на одно из известных наречий — минимум обозначений для простых действий, еды, охоты, „да/нет“ — всё просто, потому что такова природа вампиров-хищников», — говорит Слейд.
В феврале 2007 года длившиеся 70 дней съёмки были полностью закончены. Они проходили на студии «Henderson Valley Studios», а также в окрестностях города Оукленда, Квинстауна, аэродрома Хобсонвилля, парка Вайтакир и фермы Вайору-Сноу в Новой Зеландии. Практически все ночные сцены снимались днём. Хартнет исполнил большую часть трюков сам, а Мелисса Джордж сама управляла машиной в экшен-сценах.

### Музыка
В апреле 2007 года композитора Брайана Рейтцелля наняли для работы над саундтреком фильма.

## Релиз

### Кассовые сборы
Премьера фильма состоялась в 2855 кинотеатрах США и Канады 19 октября 2007 года. В первые выходные фильм собрал $15 951 902, став лидером проката. В общей сложности в США и Канаде сборы составили $39 568 996, а зарубежные сборы — $35 735 361. Всего фильм собрал $75 304 357.

### Критика
Сайт «Rotten Tomatoes» присвоил фильму 51 % на основе 157 положительных обзоров критиков. «Metacritic» присудил фильму 53 балла из 100 на основе 29 обзоров, давших неоднозначную оценку картине.

### Награды
В 2008 году фильм удостоился номинаций от нескольких известных премий:
- «Teen Choice Awards»: «Лучший фильм ужасов» и «Лучшая мужская роль в фильме ужасов» (Джош Хартнетт)
- «Golden Trailer Awards»: «Лучший фильм ужасов», «Лучший рекламный ролик» (студия Create Advertising Group), «Лучший партизанский маркетинг» (компания Ignition Prin) и «Лучший оригинальный постер» (компания Ignition Prin)
- «Empire Awards»: «Лучший фильм ужасов»
- «Academy Of Science Fiction, Fantasy & Horror Films»: «Лучший фильм ужасов» и «Лучший грим» (Давине Ламонт и Джино Ачеведо)

### Продолжения
Сиквел «30 дней ночи 2: Тёмные дни» вышел сразу на видео 5 октября 2010 года. Сценарий написали Стив Найлз и Бен Кетай, а постановкой занялся Кетай. Съёмки начались 20 октября 2009 года, а Рис Койро и Миа Киршнер получили главные роли в картине, где также снялись Гарольд Перриньо, Киле Санчес, Диора Бэрд и Моник Гандертон. Три дня спустя после съёмок, Найлз сообщил, что Киле Санчес заменила Мелиссу Джордж в роли Стеллы Олесон. Фильм был снят в рамках маленького бюджета, близко следуя событиям комикса. Кроме того, было снято два интернет-сериала: «30 дней ночи: Кровавые следы» и «30 дней ночи: Прах к праху».

## Продукция

### Выход на видео
Фильм вышел в США на DVD, Blu-ray и сервисе UMD для PlayStation Portable 26 февраля 2008 года. Продажи составили $26 949 780 с каждой из 1 429 600 проданных копий DVD. Продажи на Blu-ray не включены в эти показатели. Издание состояло из одного диска, на котором кроме фильма были опубликованы 8 короткометражных фильмов о разных аспектах создания картины, а также аниме-прокат «Blood+».
Британский релиз картины во втором регионе состоял из двух дисков и был выпущен в апреле 2008 года. Хотя диск содержал ту же прокатную версию фильма, организация «BBFC» видео-изданию присвоила новый рейтинг «Детям до 18», вместо «Детям до 15». Издание содержало те же бонусы, но в коробку была вложена графическая новелла «30 дней ночи».
В 2008 году компания «Мьюзик-трейд» выпустила обычное и упрощённое издание фильма с полным дубляжем на русский язык. Обычное издание содержало русскую дорожку в формате Dolby Digital 5.1 и DTS 5.1, а также английскую дорожку Dolby Digital 2.0 с изображением в формате WideScreen 16:9 (1.78:1). Обычное издание было представлено видео в формате Standart 4:3 (1,33:1) и одной русской дорожкой Dolby Digital 2.1. Ни на одном из изданий бонусов не было.

### Новеллизация
25 сентября 2007 года издательство «Pocket Star» выпустило роман-новеллизацию «30 дней ночи» (ISBN 978-1-4165-4497-5), написанный Тимом Леббоном (англ. Tim Lebbon) — это одна из шести книг, выпущенных в рамках франшизы.